# سوکو (خواننده)
استفنی سوکولیسنکی (به فرانسوی: Stéphanie Sokolinski) مشهور به سوکو (فرانسوی: Soko‎؛ زادهٔ ۲۶ اکتبر ۱۹۸۵) یک خواننده، آهنگساز و موسیقی‌دان همجنسگرای اهل فرانسه است. از معروف‌ترین ترانه‌های وی ما ممکن است تا فردا مرده باشیم است.
از فیلم‌ها یا برنامه‌های تلویزیونی که وی در آنها نقش داشته‌است می‌توان به او، دوست‌دخترها و ماهی کوچک اشاره کرد.

## حرفه ی بازیگری
در فوریه سال ۲۰۱۰ سوکو در فیلم À l'origine (به فارسی در آغاز) نامزد جوایز César Award for Most Promising Actress شد.

### فیلم شناسی

#### فیلم های فرانسوی
- 2003: L'escalier  by Frédéric Mermoud
- 2006: Les Irréductibles  by Renaud Bertrand: Lucie
- 2006: دوست‌دخترها by Sylvie Aymé: Manon
- 2006: Madame Irma by Didier Bourdon: la jeune lycéenne
- 2007: Ma place au soleil by Éric de Montalier: Sabine
- 2007: Dans les cordes by Magaly Richard-Serrano: Sandra
- 2007: Ma vie n'est pas une comédie romantique by Marc Gibaja: Lisa
- 2009: In the Beginning (French: À l'origine) by زاویر جیانولی
- 2012: Augustine by Alice Winocour: Augustine
- 2012: Bye Bye Blondie by ویرژینی دپانت: Gloria (young)

#### فیلم های آمریکایی
- 2013: Her by اسپایک جونز Voice of Isabella
- 2021: ماهی کوچک

#### برنامه های تلویزیونی فرانسه
- 2002: Clara, cet été là by Patrick Grandperret: Zoé
- 2006: Louis Page (season 8): Lydia
- 2006: Commissaire Valence (season 4): Camille Valence
- 2007: Les Diablesses by Harry Cleven: Éliane/Denise